# ОШ „Свети Сава” Жеровница
Основна школа „Свети Сава”, налази се у месту Жеровница, општина Звечан на Космету. Прва основна школа, а која је претеча данашње, почела је са радом 1921. године у селу Кориље. Од 1984. године школа делује самостално, најпре под називом ОШ „Љубиша Орловић“, а онда и са садашњим називом „Свети Сава”.

## Историја
Школа је започела са радом  1921. године и у то време ју је похађало 19 ђака у приватном хану без основних услова за рад. Дечаци који су похађали школу били су са подручја данашњих села Жеровница, Банов До, Сендо, Дољани и осталих, а пре тога су на школовање одлазили у Бањску. Прва школска учитељица била је Даница Бабовић. Године 1922. број ђака је порастао на 26, укључујући и девојчице, а створила се и потреба за новим учитељом, па у школи долази Захарин Стефанович Стефанов, који је био пореклом Рус. Учитељ Вукомир Поповић у ову школу дошао је 1923. године и ту предавао до 1941. Захваљујући њему подигнута је прва школска зграда на земљишту које је уступио мештанин Славко Миловић. У изградњи школе помогли су и мештани Жеровнице, који су довозили камен из Рударског крша и обезбедили своју грађу.
Школска зграда отворена је 1925. године и имала је једну велику учионицу, већи ходник и стан за потребе учитеља. Током школске 1940/41. наставу у школи похађало је 63 ученика, од којих је било 25 девојчица, а објекат школе био је довољно велики да их све прими. Током Другог светског рата школа је радила само током 1942/43. и то са прекидима, а у том периоду похађало ју је 32 ученика, односно 22 дечака и 10 девојчица.
Након ословођења, крајем 1944. године школа је почела обнову, а оштећена је око 70%. Године 1945. почела је са радом, а учитељ је тада био Веселин Веселиновић из Пећи. Број ученика у овом периоду је порастао на 68, па је у школу дошла и учитељица Наталија Радовић, је те од тада школа имала два одељења. Већ наредне 1945/46. године број ђака је повећан на 113, а 1946/47. број ђака је 129 од којих 42 девојчице. Због прилива већег броја ђака, у школу долази учитељ Александар Поповић, син предратног учитеља Вукомира Поповића.
Наредних петнаест година број ученика у школи је растао, па је постојала потреба за изградњом нове школске зграде. На основу одобрења општине Косовска Митровица која је преузела бригу о школству од укинуте општине Бањска 1959. године, Грађевинско предузеће Новоградња из Пријепоља започло је изградњу нове школе поред старог школског објекта.
Како су радови споро напредовали у току 1963/64.ђаци су у школу одлазили у Банов До, где се настава одржавала у приватној кући. Нови школски објека свечано је отворен у јесен 1964. године као осморазредна школа и истовремено је на основу Одлуке СО Косовска Митровица постала истурено одељење Основне школе „Вук Караџић“ из Звечана.
Број ђака у школи се повећавао, а највише је ђака било 1970. године, њих 260, када су у појединим разредима била по два одељења. Од тада почиње да се постепено опада број ђака. Школа је добила самосталност 1984. године када је одлуком СО Косовска Митровица добила назив Основна школа „Љубиша Орловић“. Након поновног почетка рада Општине Звечан школа је добила назив Основна школа „Свети Сава“. Школа ради у школској згради изграђеној 1964. године и неколико пута је реновирана. Укупно је од  1921. године до 2023. радило 72 учитеља и наставника а укупан је број ђака који су завршили ову основну школу је преко 12.000.